# Conferència de l'ONU sobre el Canvi Climàtic 2014
La Conferència de l'ONU sobre el canvi climàtic 2014, o XX Conferència de l'ONU sobre el canvi climàtic, es va celebrar a Lima, el Perú, entre l'1 i el 12 de desembre de 2014. Aquesta fou la 20a sessió anual de la Conferència de les parts (COP 20) de la Convenció Marc sobre el Canvi Climàtic de 1992, i la 10a sessió de la Trobada de les parts (CMP 10) del Protocol de Kyoto de 1997. Els delegats de la conferència van emprendre negociacions per aconseguir un acord climàtic.

## Antecedents
Tot i que era una conferència de les sessions anuals, la major part de l'atenció es va dirigir cap a l'edició de l'any següent a París. Una declaració feta pel secretari general de les Nacions Unides, Ban Ki-moon, declarava que l'acord pel canvi climàtic s'havia d'aconseguir el setembre de 2014, tot i no realitzar cap declaració sobre l'apartat organitzatiu de la conferència de 2014 o la del 2015.

## Negociacions
El principal objectiu de la conferència era reduir les emissions de gasos amb efecte d'hivernacle (GEH) per limitar l'increment de la temperatura global del planeta en 2 graus menys dels actuals.

### Unió Europea
La Unió Europea buscava una baixada jurídicament vinculant pels estats membres del 40% de les emissions de cara a l'any 2030, agafant com a línia base les emissions del 1990.

## Països productors de petroli
Just abans de la Conferència sobre Canvi Climàtic, els països productors de petroli van incrementar-ne la producció, provocant una baixada en el preu del petroli com no s'havia vist en molts anys.